# أولوبوكا
أولوبوكا (بالإنجليزية: Ulupoka)‏ في الأساطير البولينيزية، هو إله الشر والشياطين. هذا الإله هو الشائع في فيجي. وفقا للحكايات، تم قطع رأس أولوبوكا خلال معركة مع آلهة أخرى. سقط رأسه على الأرض، ولكن بسبب طبيعته الإلهية، لم يمت، ورأسه تدور إلى الآن، والتي تسبب الأذى والمرض والموت.